# 珍珠旗鱂
珍珠旗鱂，為輻鰭魚綱鯉齒目鰕鱂亞目鰕鱂科的其中一種，為熱帶淡水魚，分布於非洲加彭西北部Monts de Cristal流域，體長可達3.2公分，棲息在雨林覆蓋、流動緩慢的溪流底中層水域，生活習性不明。

## 擴展閱讀
維基物種上的相關：珍珠旗鱂